# Edwin Velasco
Edwin Alexis Velasco Uzuriaga (Padilla (Cauca), 5 de novembro de 1991) é um futebolista profissional colombiano que atua como defensor. Atualmente, joga pelo Deportivo Pereira

## Carreira

### Cortuluá
Edwin Velasco se profissionalizou no Cortuluá.

### Atl. Nacional
Edwin Velasco integrou o Atlético Nacional na campanha vitoriosa da Libertadores da América de 2016.

## Títulos
Atlético Nacional
- Taça Libertadores da América: 2016
- Recopa Sul-americana: 2017